# Dwarf Fortress
Dwarf Fortress (englisch dwarf fortress ‚Zwergenfestung‘, voller Titel Slaves to Armok: God of Blood Chapter II: Dwarf Fortress) ist ein Strategie-/Abenteuer-/Simulationsspiel der Brüder Tarn und Zach Adams (Bay 12 Games) für Windows, macOS und Linux. Das Spiel wird als Freeware vertrieben und finanziert sich über fortgesetzte Spenden aus der weltweiten Anhängerschaft des „Kultspiels“. Anfang Dezember 2022 erschien eine grafisch erweiterte und aktualisierte Version auf Steam und itch.io, die für zusätzliche Einnahmen in Millionenhöhe sorgte, die bisherige Freeware-Version steht als Classic Version weiterhin zum kostenlosen Download bereit und wird parallel zur kommerziellen Version entwickelt.

## Allgemeines

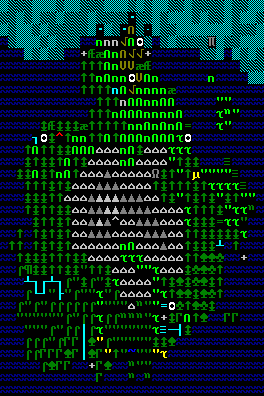
Teilkarte einer automatisch generierten Dwarf-Fortress-Spielwelt, Grafiken mit Farbcodierung

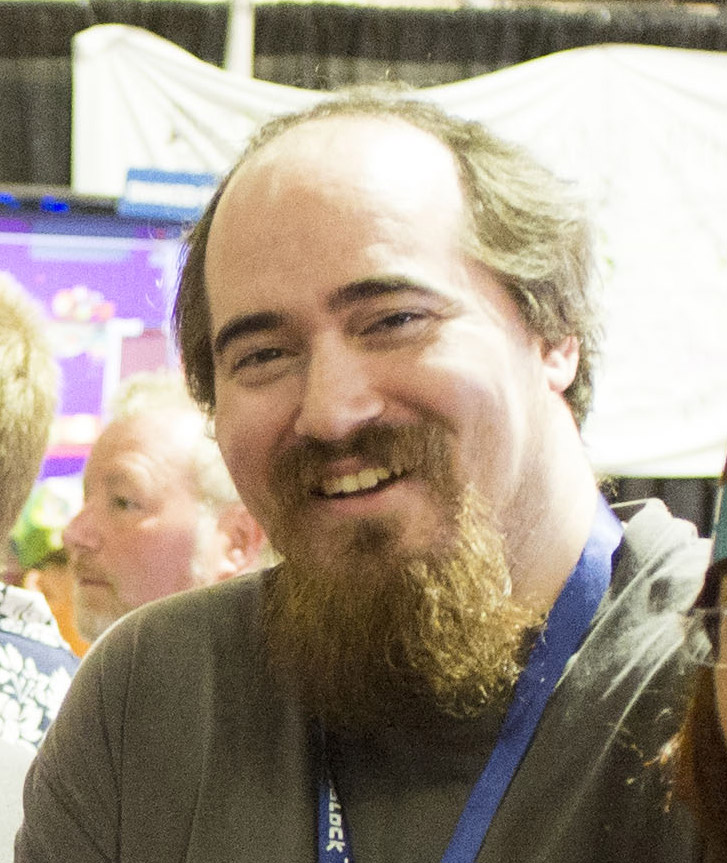
Tarn Adams, der Hauptentwickler von Dwarf Fortress (2013)

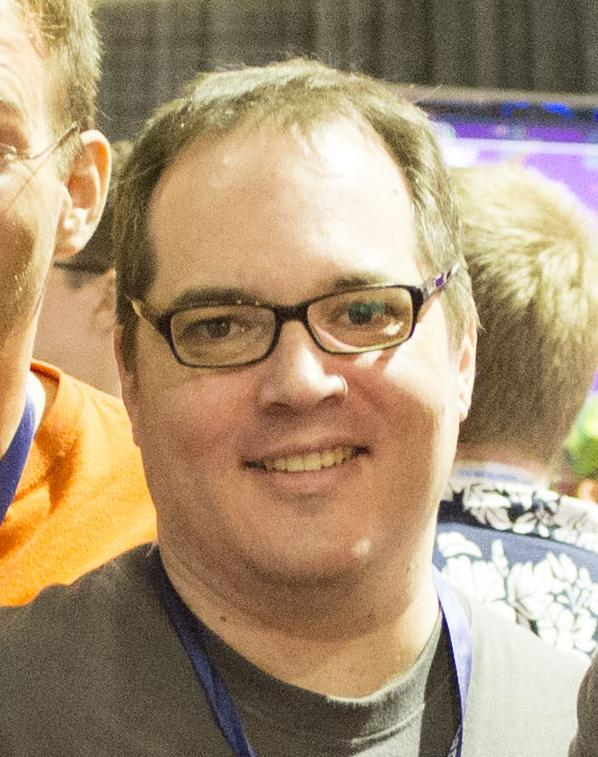
Zach Adams, der ältere Bruder und zweite im Dwarf Fortress Entwicklungsteam (2013)

Der Spieler führt eine Gruppe zwergischer Kolonisten an, die eine neue Festung gründen sollen. Da diese Zwerge unter der Erde wohnen, ist die Simulation dafür ausgelegt, innerhalb eines Berges bzw. unterirdisch zu bauen. Es ist aber durchaus möglich, eine Siedlung auf der Erdoberfläche als Burg o. ä. zu bauen. Der Spieler kann bestimmen, ob die Zwerge eine Festung bauen, eine vorhandene Festung einnehmen oder ob ein einzelner Zwerg/Mensch/Elf auf Abenteuerreise geht und gegen feindliche Lebewesen kämpft („Adventure Mode“; dieser Modus ähnelt spielerisch entfernt einem Rogue-like). Die Grafikausgabe bestand anfänglich ausschließlich aus Textzeichen und die Eingabe erfolgt über die Tastatur.
Dabei zeichnet sich Dwarf Fortress durch eine große Spieltiefe aus. Ein vorgegebenes, zu erreichendes Spielziel existiert nicht. Im Festungsmodus gilt es, sein Gebäude zu erweitern und wehrhaft zu machen, ökonomisch zu Wohlstand zu kommen und die Bevölkerung bei guter Stimmung zu halten, da die Zwerge sonst abwandern. Im Adventuremodus zieht man frei durch die Landschaft und Orte, kämpft gelegentlich und erringt sich dadurch Ansehen, das nach und nach erlaubt, mehr als die anfänglich zwei Gefolgskämpfer mit auf die Reise zu nehmen. Der Einsatz sozialer Fähigkeiten gegenüber den lokalen Bewohnern ist nicht nur möglich, sondern stetig notwendig, um seine Taten bekanntzumachen und darüber Ansehen und Gefolgschaft zu bekommen. Eine große Rolle spielen besonders im Adventure-Modus Kulturfähigkeiten (Dichtkunst, Tanz, Musik), was bei keinen vergleichbaren Spielen ähnlich ist. Mit der Schöpfung und Aufführung von Musik, Poemen und Choreographien vermag der Avatar seine Gefolgschaft bei besserer Laune zu halten und Nichtspielerfiguren aufmerksamer zu stimmen. Sowohl die Instrumente wie auch die Kompositionen sind detailreich ausgestaltet und beschrieben. Redekunst, Musikalität sowie Kreativität insgesamt sind trainierbare Charakter-Skills genau wie körperliche und kämpferische Fertigkeiten. Wenn ein Avatar seine Liste an Psycho-Bedürfnissen vernachlässigt, sinkt seine Wahrnehmungs- und Leistungsfähigkeit erheblich.

## Entwicklung
Die Entwicklung des Spiels begann im Oktober 2002; die erste Alpha-Version wurde am 8. August 2006 veröffentlicht. 2006 wurden 35 Versionen veröffentlicht, 2007 betrug ihre Zahl 11. 2008 wurden 14 Versionen veröffentlicht, darunter auch die bis April 2010 aktuelle Version 0.28.181.40d. Am 1. April 2010 wurde die Version 0.31.01 veröffentlicht, darauf folgten kleinere Bugfixes. Am 7. Juli 2014 erschien die nächste größere Version 0.40.01. Die Version 47.01, die mit über einem Jahr Abstand zur letzten Bugfix-Version ungewöhnlich lang in der Entwicklung war, ist noch immer Savegame-kompatibel und gilt somit nach dieser Definition nicht als „Major-Release“ und bekam deshalb eine 40er Versionsnummer. Sie beinhaltet jedoch umfassende Feature-Updates wie Reittiere, Tempel, Klöster, Banditenforts und schwarze Magie, die insgesamt großen Einfluss auf das Spielgeschehen in allen Spielmodi haben können. Der Abenteurer kann nun auch Detektiv spielen und durch Verhör seiner Gegenüber siedlungsübergreifende Korruptionsnetzwerke aufdecken.
Im März 2019 wurde bekanntgegeben, dass geplant sei, das Spiel auch auf Steam und itch.io zu veröffentlichen. Gründe seien unter anderem die finanzielle Lage der Entwickler. Die Veröffentlichung fand am 6. Dezember 2022 in Form einer erweiterten Ausgabe mit neuer Grafik und neuem Benutzerinterface statt.

## Besonderheiten
Am Anfang des Spiels generiert das Programm eine neue Spielwelt. In selbiger werden große Mengen von Gesteinsschichten, Wäldern, Flüssen und Tieren verteilt sowie eine bis zu 1050-jährige Hintergrund-Heldenhistorie generiert. In einem Mitte Januar 2008 auf Telepolis veröffentlichten Artikel beschreibt der Rezensent die generierte Welt als so komplex, dass damals aktuelle CPUs 20 Minuten für die Erstellung der Spielwelt benötigten.
In der Welt des Spiels sind Menschen-, Elfen-, Kobold- und Goblin-Zivilisationen, angriffswütige Dingorudel, Hydren, Yetis und Drachen anzutreffen. Im Zusammenhang mit Dwarf Fortress wird oft der schwarze Humor des Spiels hervorgehoben. Games for Windows schreibt über Zwergenkatapulte und große Mengen an ASCII-Blut. Statt der ASCII-Grafik der Frühzeit sind längst etliche ausgereifte Grafik-Tilesets und Farbkonzepte populär. Im für Anfänger empfohlenen Lazy Newb Pack sind zahlreiche nützliche Utilities enthalten, so dass nicht nur erfahrene Nerds beim Einrichten zurechtkommen. Das Spiel selber ist und bleibt wegen seiner zahlreichen Bedienungsfinessen aber sehr anspruchsvoll.
Das Spiel ist auf Englisch erschienen, es gibt keine deutsche Übersetzung.

## Rezeption
Das amerikanische Computerspielmagazin Games for Windows beschreibt Dwarf Fortress als ein Spiel, das trotz seiner spartanischen Oberfläche eine der originellsten und ehrgeizigsten Simulationen überhaupt sei („despite its interface, may be one of the most unique and ambitious simulations ever made“). Telepolis schreibt, dass andere Sandbox-Spiele, wie GTA oder The Elder Scrolls IV: Oblivion im Bereich der komplexen Simulation einer lebendigen Spielwelt kaum mithalten könnten. Dwarf Fortress sei eines „der komplexesten, süchtigmachendsten und interessantesten Spiele unserer Zeit“. Die Website Eurogamer beschreibt das Spiel als Kreuzung zwischen Dungeon Keeper und Die Sims.
Am 29. November 2012 gab das Museum of Modern Art den Erwerb von 14 Computerspielen, darunter Dwarf Fortress, für eine neue Design-Dauerausstellung in den Philip Johnson Galleries ab März 2013 bekannt. In der Bekanntmachung wurden die Titel als herausragende Vertreter im Bereich des Interaktionsdesigns bezeichnet. Kriterien waren demnach neben der visuellen Qualität und der ästhetischen Erfahrung sämtliche Aspekte, die zur Gestaltung der Interaktion beitragen, etwa die Eleganz des Programmcodes oder das Design des Spielerverhaltens.
Ein weiterer Aspekt ist, dass Dwarf Fortress derart inspirierend auf andere freie Entwickler wirkte, dass etwa die Entwicklung von Minecraft dadurch ihren Ausgangspunkt nahm. Auch auf RimWorld sowie Prison Architect hatte es Einfluss.
Nach dem Steam-Release bewertete das deutschsprachige PC-Spielemagazin GameStar das Spiel im Dezember 2022 mit 91 von 100 Punkten.